# Hédé-Bazouges
Hédé-Bazouges is een gemeente in het Franse departement Ille-et-Vilaine (regio Bretagne). De plaats maakt deel uit van het arrondissement Rennes. Hédé-Bazouges telde op 1 januari 2022 2.273 inwoners.

## Geografie
De oppervlakte van Hédé-Bazouges bedroeg op 1 januari 2022 14,52 vierkante kilometer; de bevolkingsdichtheid was toen 156,5 inwoners per km².

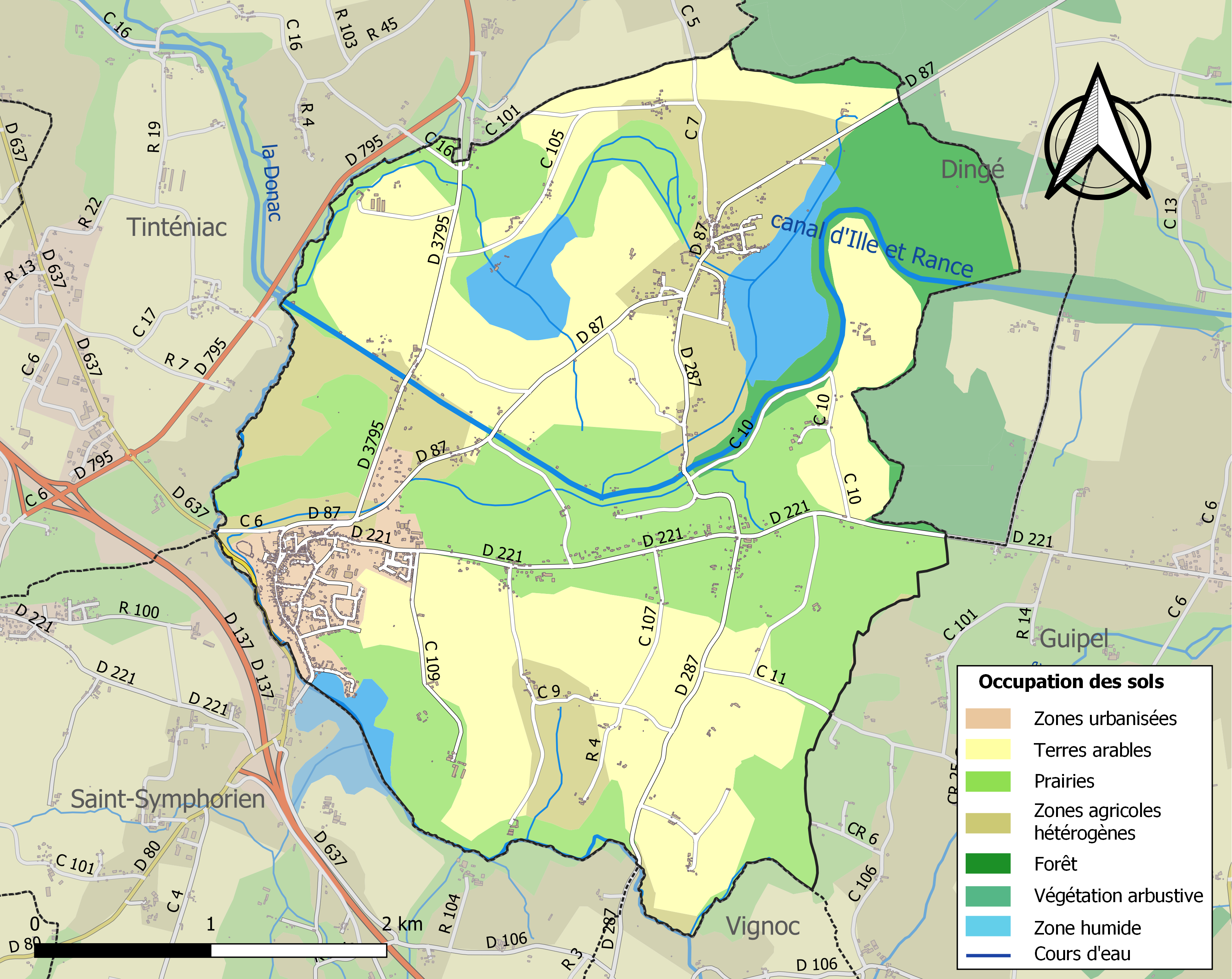
Kaart van de gemeente met belangrijkste infrastructuur, bodemgebruik en omliggende gemeenten

## Demografie
Onderstaande figuur toont het verloop van het inwonertal, bron: INSEE-tellingen. 